# Мікрораптор
Мікрораптор (лат. Microraptor) — рід невеликих чотирикрилих динозаврів-дромеозаврів. Близько двох дюжин добре збережених екземплярів виявлено в раньокрейдяних відкладеннях у Ляоніні (Liaoning, Китай), що датуються приблизно 130—125,5 млн років тому. Описано два види M. zhaoianus і M. gui Xu et al., 2003. Є припущення, що всі екземпляри належать до одного виду (M. zhaoianus). Крім того, цілком можливо, що Cryptovolans, інший чотирикрилий дромеозавр, також може виявитися представником роду Microraptor.

## Опис

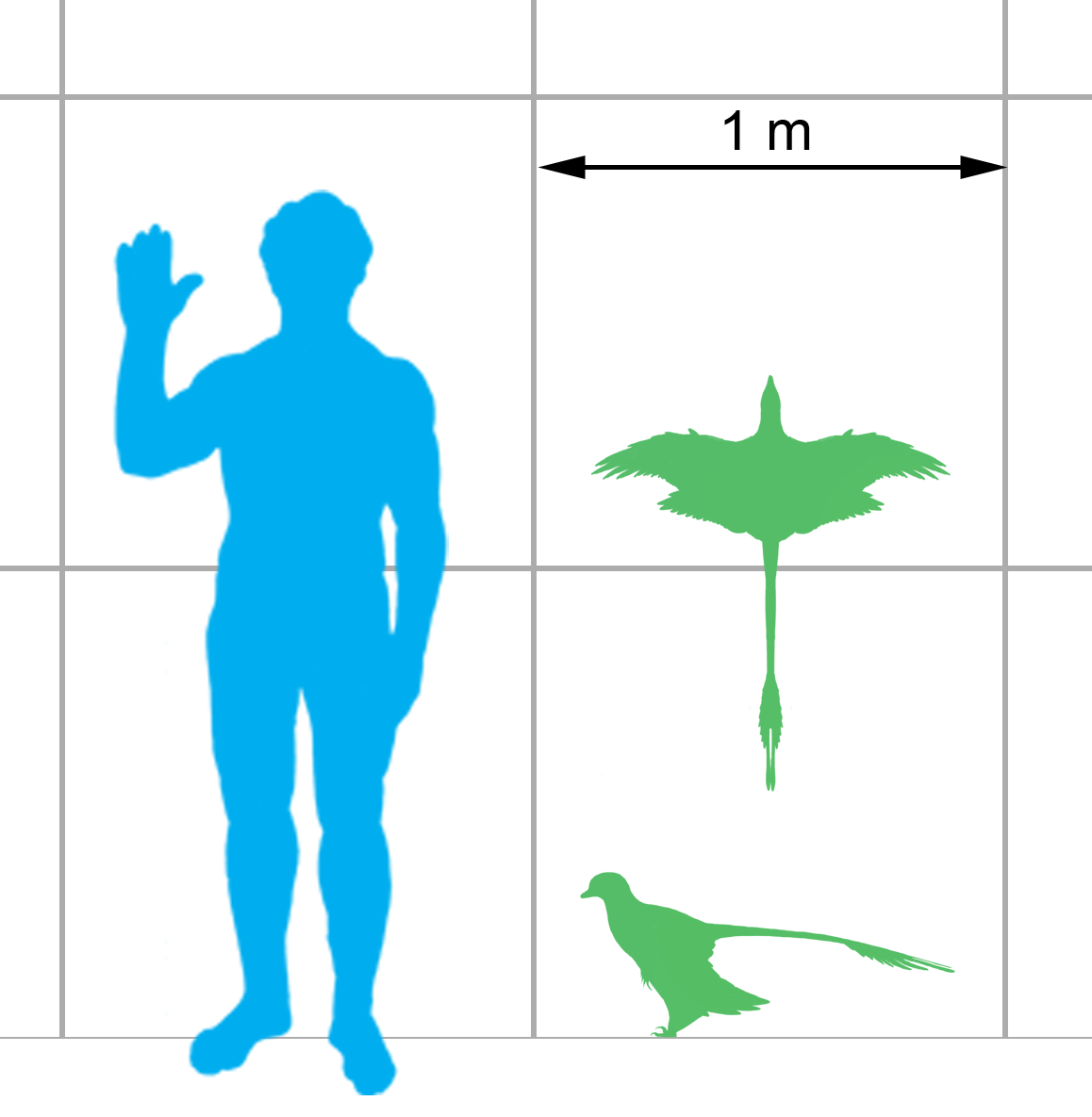
Розмах крил і розміри тіла у порівнянні з людиною. Шкала: 1 м

Мікрораптор був одним з найменших відомих непташиних динозаврів: голотип M. gui досягав 77 сантиметрів у довжину, 88—94 сантиметри в розмаху крил і важив 0,5—1,4 кілограма. Існують більші екземпляри, які досягають щонайменше 80 сантиметрів у довжину, понад 99 сантиметрів у розмаху крил і важать 1,25—1,88 кілограма.
Подібно до археоптерикса, мікрораптор є важливим доказом спорідненості динозаврів і птахів. Мікрораптор мав довге контурне пір'я з асиметричними борідками, які утворювали крилоподібні поверхні не тільки на передніх кінцівках і хвості, але, що дивно, і на задніх кінцівках. Це підштовхнуло Сюя і його співавторів до того, щоб назвати мікрораптора «чотирикрилим динозавром» і припустити, що він міг планерувати, використовуючи всі чотири кінцівки.

### Забарвлення

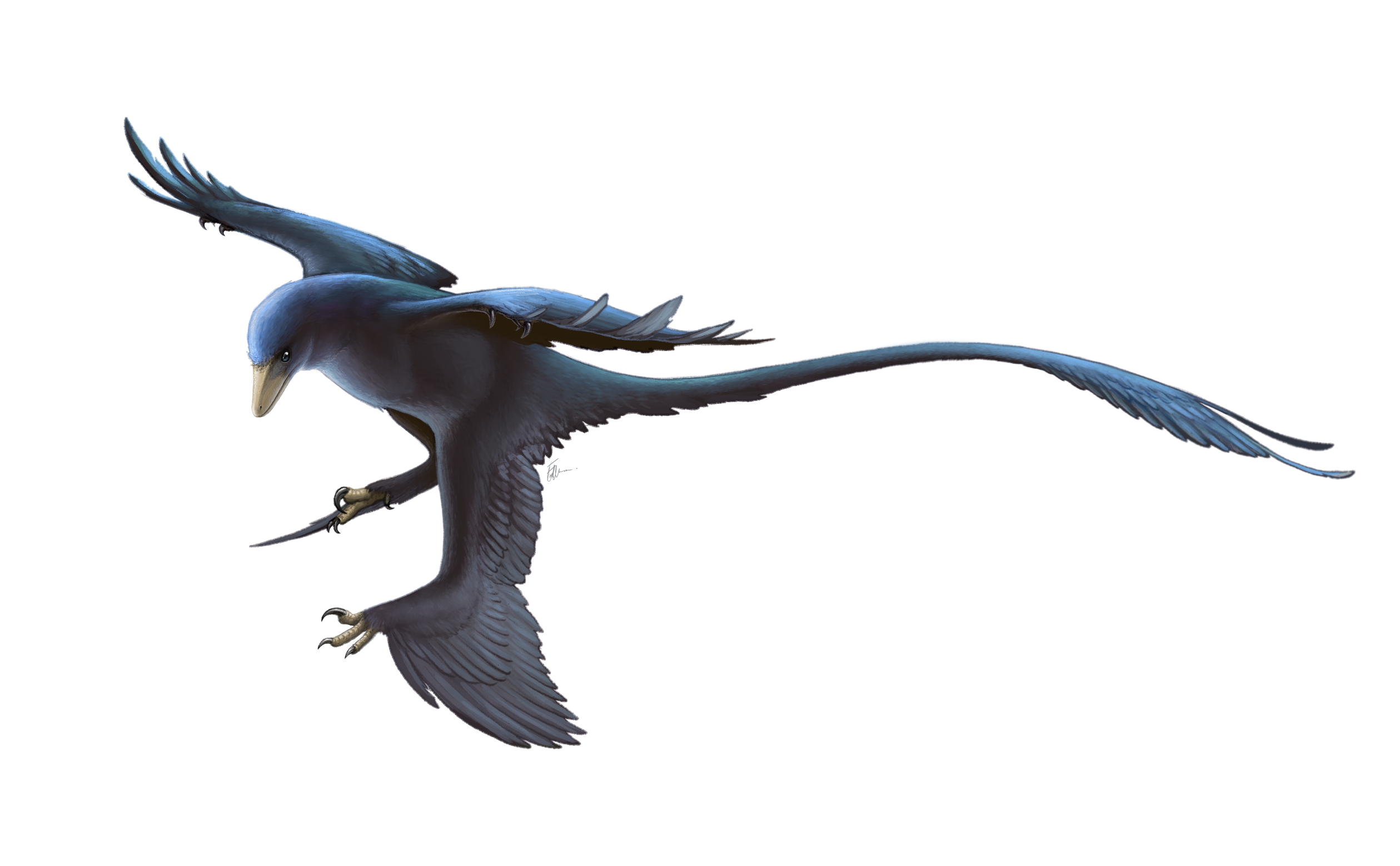
Реконструкція M. gui із забарвленням на основі скам'янілих меланосом

У березні 2012 року Куанго Лі (Quanguo Li) та ін. визначили забарвлення оперення мікрораптора на основі нового зразка BMNHC PH881, який також виявив кілька інших особливостей, раніше невідомих у мікрораптора. Аналізуючи скам'янілі меланосоми (пігментні клітини) за допомогою скануючого електронного мікроскопа, дослідники порівняли їхню будову з будовою аналогічних структур у сучасних птахів. У мікрораптора ці клітини мали форму, що відповідає чорному, глянцевому забарвленню сучасних птахів. Ці вузькі паличкоподібні меланосоми були розташовані штабелями, як у сучасного шпака, і вказували на переливи в оперенні мікрораптора. Хоча дослідники стверджують, що справжнє призначення переливчастого забарвлення поки що невідоме, припускають, що крихітний дромеозавр використовував свій глянцевий покрив як форму комунікації або сексуальної демонстрації, подібно до сучасних переливчастих птахів.